# Roztoči
Roztoči (Acari) jsou nejrozmanitějším a druhově nejbohatším řádem pavoukovců. Obecně jsou velmi malí (80 μm–1 mm), některé druhy však dosahují délky až 2 cm. Mezi pavoukovci jsou výjimeční způsobem obživy – zatímco všechny ostatní řády se živí dravě, mezi roztoči nalezneme i saprofágy a parazity. Mnoho lidí trpí různými alergiemi, hlavním alergenem domácího prachu jsou právě roztoči. Roztoči a jejich výměšky představují pro alergiky a přecitlivělé osoby velké zdravotní riziko. Roztoče nacházíme v kobercích, čalouněném nábytku, plyšových hračkách a především v našem lůžku a lůžkovinách, kde mají optimální vlhkost, teplo a dostatek obživy. Roztoči se živí z 85 % kožními šupinami, ale také plísněmi, bakteriemi a kvasinkami. Zdrojem přísunu vody je pro ně okolní vlhkost. Roztoči nepijí, ale vstřebávají vodu povrchem těla. Dospělí roztoči Dermatophagoides pteronyssinus (prachovka prachová) a D. farinae (prachovka americká) přežívají za vhodných podmínek několik týdnů. V tomto časovém období se páří 3× až 4×. Samička za svůj život naklade 40–80 vajíček. Než dosáhne jedinec dospělosti a pohlavní zralosti, prochází pěti stadii: vajíčko, larva, protonymfa, trionymfa, dospělý jedinec. Tento vývojový proces trvá 23–30 dní.
Věda, která se zabývá studiem roztočů, se nazývá akarologie.

## Taxonomie
Vzhledem k druhové, ekologické a morfologické rozmanitosti je taxonomie roztočů složitá a prošla četnými taxonomickými revizemi a patrně jimi bude procházet i v budoucnu po dalších fylogenetických analýzách. Analýzy ukazují na monofyletismus roztočů a pavoukovců.

## Popis
Roztoči se vyznačují nečlánkovaným tělem nepatrných rozměrů. Typicky dosahují velikosti od 0,1 do 20 mm. Jejich chelicery jsou tříčlánkové a klepítkovitě zakončené nebo pouze jehlicovité. Často u nich dochází k redukci počtu nohou, takže neplatí, že jich musí mít striktně osm (existují i druhy roztočů, které mají jen dva páry nohou – např. vlnovníkovci).

## Vývoj
Roztoči prodělávají nepřímý vývoj a mají krátký životní cyklus trvající přibližně dva až tři měsíce. Během života naklade samice roztočů 50–80 vajíček. Larvy procházejí několika stadii vývoje, než se promění v dospělé jedince. Z vajíčka se líhne larva, která má tři páry nohou, zpravidla nemá vzdušnice a průduchy a dýchá celým povrchem těla. Po prvním svlečení se objevuje čtvrtý pár nohou a vzdušnice (pokud se vzdušnice vyskytují i u dospělců daného druhu). Roztoč se po prvním svleku označuje jako nymfa a může se svlékat ještě dvakrát, takže mohou vznikat tři stupně nymf – protonymfa, deutonymfa a tritonymfa. U nymf se zpravidla ještě nevyskytuje pohlavní otvor, který se vytváří u dospělce až po svlečení posledního stupně nymfy. U několika druhů je známa partenogeneze nebo ovoviviparie.

## Význam
Mezi roztoče patří řada obtížných parazitů živočichů, rostlin i člověka. Roztoči způsobují parazitární onemocnění (parazitózy), jako je například sarkoptóza, cheyletiellóza, demodikóza (trudníkovitost). Mnoho druhů žije synantropně, mnoho druhů dravě či saprofágně. Někteří roztoči mohou být mezihostiteli cizopasníků hospodářských zvířat. Jiné druhy jsou užitečné, protože jsou součástí edafonu, jsou půdotvorci nebo dravci – přirození bioregulátoři. Roztoči, kteří se vyskytují v obytných prostorách (a jejich výkaly), jsou častými původci alergií (alergeny).

## Roztoči v Československu a ČR
Na území ČR se vyskytují čtyři podřády:
- Čmelíkovci (Mesostigmata): Mají stigmata při kyčlích druhého páru nohou, nebo při předním okraji druhého páru nohou. Většinou jsou vybaveni klepítkovitými chelicerami a mají pohyblivé kyčle nohou.
  - zástupci: čmelík kuří (Dermanyssus gallinae), kleštík včelí (Varroa destructor), čmelíkovec ptačí (Ornithonyssus sylviarum)[3], Typhlodromus pyri, Typhlodromus vulgaris
- Klíšťatovci (Metastigmata): Stigmata jsou za čtvrtým párem nohou, kyčle jsou nepohyblivé. Ústní ústrojí je přizpůsobeno parazitickému způsobu života – sestává z hypostomu se zpětně postavenými zoubky a z chelicer, jež jsou rovněž v koncové části ozubené.
  - zástupci: klíště obecné (Ixodes ricinus), Hyalomma marginatum, klíšť lužní (Haemaphysalis concinna), klíšťák holubí (Argas reflexus), piják lužní (Dermacentor reticulatus)
- Sametkovci (Prostigmata): Kyčle nohou jsou plně včleněny do kutikuly břišní strany těla. Tento podřád je různorodý, takže se dále dělí na několik skupin:
  - Vlnovníci (Tetrapodili) – pouze dva páry nohou, absence očí; například sviluška chmelová (Tetranychus urticae), vlnovník hrušňový (Eriophyes pyri), vlnovník jasanový (Aceria fraxinivora), vlnovník lipový (Eriophyes tiliae), vlnovník ořešákový (Aceria erinea), Aceria anthocoptes, Aceria heteronyx
  - Roztočíci (Tarsonemini) – mají velmi nezřetelné gnathostomum
  - Sametky (Prostigmata) – draví roztoči se stigmaty na bázi chelicer; například dravčík psí (Cheyletiella yasguri), sametka podzimní (Neotrombicula autumnalis), trudník mazový (Demodex brevis), trudník tukový (Demodex folliculorum), trudník psí (Demodex canis)
  - Vodule (Hydrachnellae) – skupina roztočů žijících ve vodě; například Hydrachna, Piona
- Zákožkovci (Astigmata): Kyčle nohou splynuly s povrchem těla, cévní soustava chybí. Dělí se na dvě skupiny:
  - zástupci: zákožka svrabová (Sarcoptes scabiei)
  - Sladokazi (Acarididae) – dlouhé brvy, měkký povrch těla, dobře patrné gnathostoma
  - Pancířníci (Oribatei) – silná sklerotizace těla, jsou užitečnými půdotvorci (viz edafon).

V 50. letech akarolog RNDr. Karel Samšiňák zažehnal roztočovou kalamitu v novostavbách na sídlišti Solidarita v Praze-Strašnicích, kterou způsobilo masivní přemnožení sýrohuba zhoubného (Tyrophagus putrescentiae) v deskách použitých jako přepážky v bytech.